# 26th Street/Bergamot (Metro de Los Ángeles)
26th Street/Bergamot  es una estación en la Línea E del Metro de Los Ángeles. La estación  fue construida e inaugurada el 20 de junio de 2012. La Autoridad de Transporte Metropolitano del Condado de Los Ángeles es la encargada por el mantenimiento y administración de la estación.

## Descripción y servicios
La estación cuenta con 1 plataforma central aérea y 2 vías.